# 2269 Efremiana
2269 Efremiana (1976 JA2) là một tiểu hành tinh vành đai chính được phát hiện ngày 2 tháng 5 năm 1976 bởi Chernykh, N. ở Nauchnyj. Nó được đặt theo tên Russian science fiction writer Ivan Yefremov.